# Canton (Teksas)
Canton – miasto w Stanach Zjednoczonych, w stanie Teksas, w hrabstwie Van Zandt.